# USS Eversole (DE-404)
USS Eversole (DE-404) là một tàu hộ tống khu trục lớp John C. Butler từng phục vụ cùng Hải quân Hoa Kỳ trong Chiến tranh Thế giới thứ hai. Nó là chiếc tàu chiến đầu tiên của Hải quân Hoa Kỳ được đặt cái tên này, theo tên Trung úy Hải quân John Thomas Eversole (1915–1942), phi công từng phục vụ cùng Liên đội Ném như lôi VT-6 trên tàu sân bay Enterprise (CV-6), đã tử trận trong Trận Midway vào ngày 4 tháng 6, 1942 và được truy tặng Huân chương Chữ thập Hải quân. Nó đã phục vụ trong Thế chiến II cho đến khi bị tàu ngầm Nhật Bản I-45 đánh chìm tại vịnh Leyte, Philippines vào ngày 28 tháng 10, 1944. Eversole được tặng thưởng hai Ngôi sao Chiến trận do thành tích phục vụ trong Thế Chiến II.

## Thiết kế và chế tạo
Lớp John C. Butler được thiết kế nhằm đáp ứng nhu cầu một số lượng lớn nhưng rẻ tiền của một kiểu tàu hộ tống chống tàu ngầm để hộ tống các đoàn tàu vận tải vượt đại dương. Chúng có chiều dài chung 306 foot (93,3 m), mạn tàu rộng 36 foot 10 inch (11,2 m) và mớn nước 13 foot 4 inch (4,1 m), trọng lượng choán nước tiêu chuẩn 1.350 tấn Anh (1.372 t), và lên đến 1.745 tấn Anh (1.773 t) khi đầy tải, với một thủy thủ đoàn bao gồm 14 sĩ quan và 201 thủy thủ. Con tàu được vận hành bởi hai turbine hơi nước hộp số Westinghouse; hơi nước được cung cấp bởi hai nồi hơi "D" Express, tạo ra công suất 12.000 mã lực càng (8.900 kW) và cho phép đạt được tốc độ tối đa 24 hải lý trên giờ (44 km/h; 28 mph). Nó có tầm hoạt động 6.000 hải lý (11.000 km; 6.900 mi) ở tốc độ đường trường 12 hải lý trên giờ (22 km/h; 14 mph).
Dàn vũ khí chính bao gồm hai tháp pháo 5-inch/38 caliber đa dụng nòng đơn, được dẫn đường bởi hệ thống điều khiển hỏa lực Mark 51; vũ khí phòng không gồm hai khẩu đội Bofors 40 mm L/60 nòng đôi và mười khẩu Oerlikon 20 mm nòng đơn cũng được dẫn đường bởi hệ thống Mark 51. Ngoài ba ống phóng ngư lôi 21 inch (533 mm), vũ khí chống ngầm bao gồm hai đường ray thả mìn sâu, tám máy phóng mìn sâu K-gun cùng một dàn súng cối chống ngầm Hedgehog. Con tàu được trang bị sonar kiểu QC, radar dò tìm mặt biển SL và radar dò tìm không trung SA.
Eversole được đặt lườn tại xưởng tàu của hãng Brown Shipbuilding Co. ở Houston, Texas vào ngày 15 tháng 9, 1943. Nó được hạ thủy vào ngày 3 tháng 12, 1943, được đỡ đầu bởi bà Sarah R. Eversole, mẹ của Trung úy Eversole, và được cho nhập biên chế cùng Hải quân Hoa Kỳ vào ngày 21 tháng 3, 1944 dưới quyền chỉ huy của Hạm trưởng, Thiếu tá Hải quân George Elliott Marix.

## Lịch sử hoạt động
Sau khi hoàn tất việc chạy thử máy huấn luyện tại khu vực Bermuda, Eversole quay trở về Xưởng hải quân Boston tại Boston, Massachusetts vào ngày 12 tháng 5 để sửa chữa sau chạy thử máy, rồi chuẩn bị để được điều động sang khu vực Mặt trận Thái Bình Dương. Nó khởi hành từ Boston, Massachusetts vào ngày 20 tháng 5, 1944, cùng với tàu chị em Dennis (DE-405) và tàu vận tải Arlington (AP-174) băng qua kênh đào Panama vào ngày 29 tháng 5, rồi tiếp tục cùng Dennis đi đến San Diego, California vào ngày 6 tháng 6. Nó lên đường vào ngày 13 tháng 6 để đi sang vùng biển quần đảo Hawaii, và đi đến Trân Châu Cảng vào ngày 19 tháng 6. Sau khi huấn luyện phối hợp cùng tàu ngầm tại vùng biển Hawaii, nó hộ tống một đoàn tàu vận tải đi sang Eniwetok, rồi tiếp tục phục vụ hộ tống vận tải giữa Eniwetok và đảo Manus, cho đến khi quay trở lại Eniwetok để tuần tra chống tàu ngầm cho đến ngày 9 tháng 8. Nó đã tháp tùng để bảo vệ các tàu sân bay hộ tống tham gia cuộc tấn công lên Morotai, rồi tiếp tục hộ tống các tàu sân bay hỗ trợ cho cuộc đổ bộ lên vịnh Leyte vào ngày 20 tháng 10. 
Sau Trận chiến ngoài khơi Samar vào ngày 25 tháng 10, Eversole cứu vớt những phi công bị rơi trên biển và hộ tống hai tàu sân bay hộ tống bị hư hại do các cuộc tấn công tự sát bởi máy bay Kamikaze đối phương rút lui. Vào 02 giờ 28 phút ngày 28 tháng 10, ngoài khơi Dinagat, Philippines, nó dò được tín hiệu sonar của một tàu ngầm, nhưng chỉ nữa phút sau đã bị một ngư lôi phóng từ tàu ngầm Nhật Bản I-45 đánh trúng. Sau khi có lệnh bỏ tàu, I-45 trồi lên mặt nước và bắn pháo vào Eversole trước khi lặn xuống; một vụ nổ ngầm lớn dưới nước khiến có thêm nhiều người thiệt mạng hay bị thương, và Eversole đắm tại tọa độ 10°18′B 127°37′Đ / 10,3°B 127,617°Đ. Hai tàu hộ tống khu trục bạn đã đi đến để trợ giúp, cứu vớt được 139 người sống sót, nhưng 40 thành viên thủy thủ đoàn đã tử trận cùng con tàu. I-45 sau đó bị tàu hộ tống khu trục Whitehurst (DE-634) đánh chìm tại tọa độ 10°10′B 127°28′Đ / 10,167°B 127,467°Đ lúc 06 giờ 48 cùng ngày hôm đó.
Tên của Eversole được cho rút khỏi danh sách Đăng bạ Hải quân vào ngày 27 tháng 11, 1944

## Phần thưởng
Eversole được tặng thưởng hai Ngôi sao Chiến trận do thành tích phục vụ trong Thế Chiến II.
|  |                           |  |
|  | Bronze star · Bronze star |  |

| Dãi băng Hoạt động Tác chiến  |                                                                         |                                      |
| Huân chương Chiến dịch Hoa Kỳ | Huân chương Chiến dịch Châu Á-Thái Bình Dương với 2 Ngôi sao Chiến trận | Huân chương Chiến thắng Thế Chiến II |